# NGC 7433

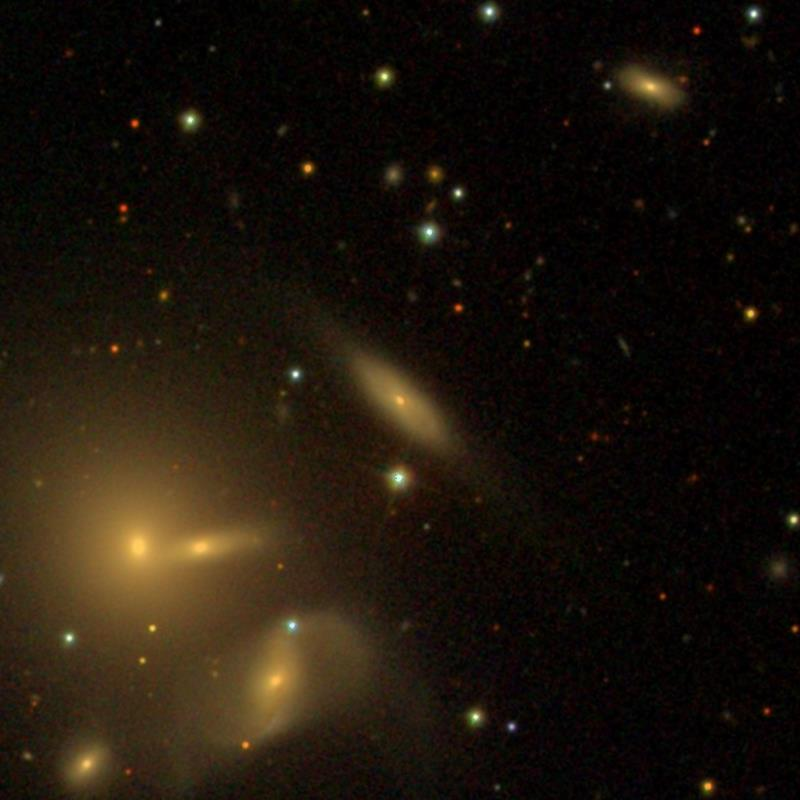
Imagem do céu obtida pelo Sloan Digital Sky Survey. NGC 7433 pode ser observada ao centro.

NGC 7433 é uma galáxia espiral (S?) localizada na direcção da constelação de Pegasus. Possui uma declinação de +26° 09' 44" e uma ascensão recta de 22 horas, 57 minutos e 51,7 segundos.
A galáxia NGC 7433 foi descoberta em 12 de Outubro de 1855 por William Parsons.